# Arkadia (Schiff, 1931)
Das Passagierschiff Arkadia wurde 1930–1931 gebaut und lief am 17. März 1931 als Monarch of Bermuda vom Stapel.

## Geschichte

### LuxuslinerMonarch of Bermuda
Ende der 1920er Jahre bestellte die britische Reederei Furness, Withy bei der Werft Vickers-Armstrongs in Walker-on-Tyne, einem östlichen Vorort von Newcastle upon Tyne, zwei luxuriöse Passagierschiffe für dreiwöchige Vergnügungsreisen zwischen New York und Bermuda. Die beiden Schiffe, Monarch of Bermuda und Queen of Bermuda, waren für den Einsatz durch die Furness Bermuda Line bestimmt.
Das erste der Schiffe, die 22.424 BRT Monarch of Bermuda, lief am 17. März 1931 vom Stapel und diente der Reederei bis zum Kriegsausbruch 1939 auf der vorgesehenen Route. Das Schiff hatte Raum für 799 Passagiere in der 1. und 31 Passagiere in der 2. Klasse. Die beiden Schiffe gehörten zu den ersten, die in jeder Kabine eigene Toiletten besaßen. Sie genossen einen ausgezeichneten Ruf, was sich im Spitznamen „the millionaires ships“ (engl. die Millionärs-Schiffe) niederschlug, und waren insbesondere bei Flitterwöchnern beliebt.
Als das amerikanische Kreuzfahrtschiff Morro Castle am 8. September 1934 vor der Küste von New Jersey ausbrannte, war die Monarch of Bermuda an der Rettung der Passagiere beteiligt.

### TruppentransporterMonarch of Bermuda
Bei Ausbruch des Zweiten Weltkriegs im Jahre 1939 wurden beide Schiffe von der Royal Navy für den Kriegseinsatz eingezogen. Die Monarch of Bermuda diente von November 1939 bis 1946 als Truppentransporter. Im Dezember 1939 brachte sie die ersten kanadischen Truppen nach Großbritannien. Am 14. April 1940 war sie an der Landung alliierter Truppen bei Harstad beteiligt, womit die Schlacht um Narvik in ihre Landphase eintrat. Im Juli 1940 brachte sie, gesichert von britischen und polnischen Kriegsschiffen, Kunstschätze aus dem Wawelschloss in Krakau und Goldvorräte der Bank of England von Greenock nach Halifax. In der ersten Maiwoche 1942 nahm das Schiff an der Landung alliierter Truppen auf der bis dahin von der Vichy-Regierung kontrollierten Inselkolonie Madagaskar teil. Anfang Dezember 1942 brachte es britische Truppen nach Oran, das wenige Wochen zuvor im Zuge der Operation Torch besetzt worden war. Bei der Operation Husky, der anglo-amerikanischen Invasion Siziliens, landete das Schiff am 17. August 1943 Truppen auf der Insel. Nach Kriegsende brachte das Schiff alliierte Soldaten nach Großbritannien und Übersee zurück, und 1946 beförderte es seine wohl ungewöhnlichste Ladung, als es sogenannte „Kriegsbräute“ nach Kanada brachte, junge Frauen, die in den Kriegsjahren in Großbritannien stationierte kanadische Soldaten geheiratet hatten.
Am 24. Mai 1947 brannte das Schiff während der Vorbereitung zum erneuten Einsatz als Passagierschiff in der Werft in Hebburn-on-Tyne aus. Es wurde als Totalverlust deklariert und zum Verschrotten ausgeschrieben.

### AuswandererschiffNew Australia
Das britische Verkehrsministerium erwarb das beschädigte Schiff, das unter eigener Kraft nach Southampton fuhr und dort bei Thornycroft instand gesetzt und zum Auswandererschiff umgebaut wurde. Dabei wurden zwei der bisher drei Schornsteine entfernt. Nach dem Umbau war das Schiff 176,63 m lang und 23,4 m breit und mit 20.256 BRT vermessen. Es hatte nun Platz für 1600 Passagiere in einer einzigen Klasse. Nach Vollendung des Umbaus erhielt das Schiff den Namen New Australia und wurde unter der Eignerschaft der Ormos Shipping Company und dem Management der Reederei Shaw, Savill & Albion von 1950 bis 1957 mit Auswanderern auf der Australienroute eingesetzt.
Am 15. August 1950 lief die New Australia aus Southampton zu ihrer ersten Reise mit europäischen Auswanderern nach Sydney aus. Die Rückfahrt ging über Japan, von wo das Schiff Truppen der British Commonwealth Occupation Force (BCOF) nach Großbritannien zurückbrachte. Auch bei späteren Reisen wurden auf dem Heimweg Truppen befördert: Im April 1951 brachte das Schiff ehemalige Soldaten der niederländischen Kolonialmacht in Niederländisch-Indien, die nach dem Indonesischen Unabhängigkeitskrieg nicht mehr auf den Molukken erwünscht waren, und deren Familienangehörige von Java in die Niederlande; 1952 und 1953 brachte es australische Soldaten nach Korea; und 1956 brachte es australische Truppen nach Korea und nach Malaya.
Weniger bekannt und weniger ruhmreich war die Tatsache, dass unter den „Auswanderern“ mehrfach Gruppen von sogenannten „Waisenkindern“ waren, die ohne Einwilligung und Wissen ihrer meist noch lebenden Eltern als „Auswanderer“ nach Australien geschickt wurden. Mindestens dreimal – 1951, 1953 und 1954 – befanden sich solche Kindergruppen an Bord der New Australia.
Als die New Australia im September 1957 wieder australische Truppen und deren Familienangehörige nach Malaya brachte, kollidierte sie in der Torres-Straße zwischen Australien und Neuguinea mit einem entgegenkommenden Tanker. Niemand kam dabei ums Leben, und die Schäden an den beiden Schiffen waren nicht gravierend. Dennoch wurde die New Australia Ende 1957 außer Dienst gestellt und zum Verkauf angeboten.

### PassagierschiffArkadia

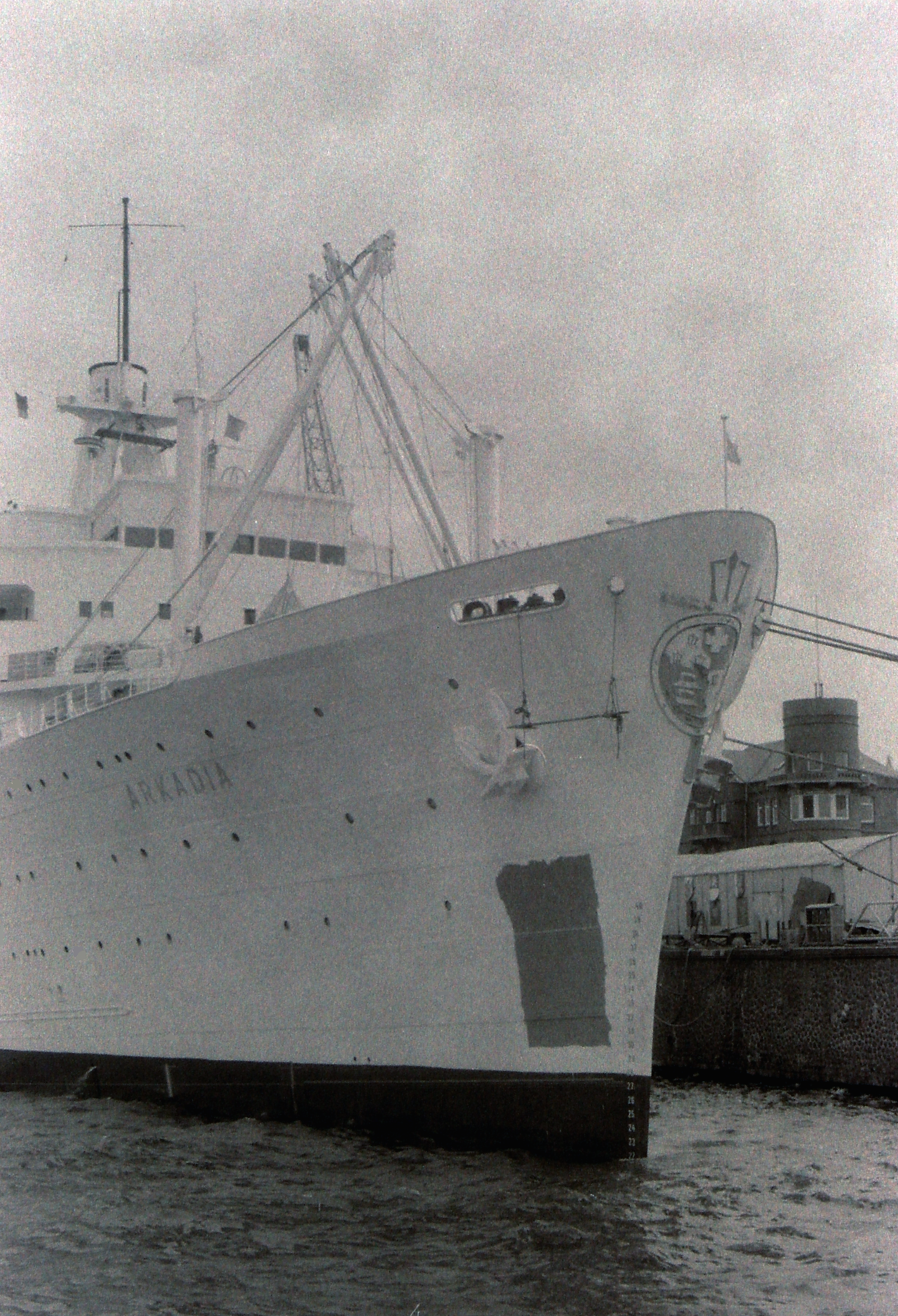
Die Arkadia im Hamburger Hafen, 1965

Im Januar 1958 wurde das Schiff von der Greek Line gekauft, die es in Arkadia umbenannte und bei ihrer Tochtergesellschaft Arcadia Steamship Co. registrierte. Die neuen Eigner ließen das Schiff bei Blohm & Voss in Hamburg für den Linienpassagierdienst zwischen Westeuropa und Kanada umbauen und modernisieren. Dabei wurde der bei der Kollision beschädigte Bug gebogen und verlängert, so dass das Schiff nach dem Umbau 179,58 m lang war. Das nunmehr mit 20.259 BRT vermessene Schiff bot Platz für 150 Passagiere der Ersten Klasse und 1150 Passagiere der Touristenklasse. Im Mai 1958 ging die Arkadia zu ihrer ersten Fahrt von Bremerhaven nach Montreal in See; die letzte Fahrt war im August 1966. Dazwischen wurde sie 1961 noch einmal bei Blohm & Voss umgebaut, wobei die Passagierkapazität auf nur noch 50 in der Ersten Klasse verringert, aber auf 1337 in der Touristenklasse erhöht wurde. Die Vermessung änderte sich dadurch auf 20.648 BRT.
Im November 1966 wurde die Arkadia im River Fal nördlich von Falmouth aufgelegt, und am 8. Dezember 1966 traf die Arkadia schließlich zum Abbruch in Valencia ein.